# 맨 인 블랙 3
맨 인 블랙 3(영어: Men in Black 3, 약칭 MIB 3)은 2012년 개봉한 미국의 3D SF 액션 코미디 영화다. 로웰 커닝햄이 그린 동명의 만화를 원작으로 15년 전의 1997년 《맨 인 블랙》과 10년 전의 2002년 《맨 인 블랙 2》를 이은 속편으로 토미 리 존스, 윌 스미스가 주연을 맡았고, 새롭게 조시 브롤린이 합류했다. 전편의 배리 소넌펠드 감독과 스티븐 스필버그가 제작자로 컴백했다. 전세계에서 6억 2,402만 6,776 달러의 흥행 수익을 벌어들었고, 세 편의 시리즈 중 가장 높은 흥행 수익을 기록했다.

## 줄거리
2012년, 외계 범죄자 보리스 디 애니멀은 달에 있는 최고 보안 감옥에서 탈출하여 1969년에 자신의 팔을 쏜 뒤 자신을 체포한 맨 인 블랙(MIB) 요원 K에게 복수한다. 그는 결국 K와 그의 파트너 요원 J를 마주하고 K에게 "이미 죽었다"고 말한 후 떠난다. J와 K는 K가 보리스를 추격하는 것을 막으려는 노력과 무슨 일이 있었는지 설명하지 않으려는 K의 태도 때문에 다툰다. MIB 본부에서 J의 상관인 요원 O는 보리스 체포에 대한 추가 정보 요청을 거부하며, 거의 같은 시기에 K가 현재는 멸종된 보글로다이트가 지구를 침공하는 것을 막는 행성 간 방어막인 아크넷을 배치했다는 사실만을 밝힌다.
보리스는 동료 수감자인 오바디아 프라이스의 아들 제프리 프라이스로부터 타임머신을 얻어 1969년 7월 16일로 시간을 거슬러 올라가 K를 죽여 역사를 바꾼다. J는 기억을 유지하지만, 잠시 이상한 부작용을 겪는데, O는 이를 시공 연속체가 파열된 징후로 식별하며 지구가 보글로다이트 침공의 위협을 받기 시작한다. 보리스가 1969년 7월 15일에 살인을 저지를 것이라는 사실을 기억한 J는 제프리를 찾아가 자신의 타임머신을 얻어 시간을 거슬러 올라가 보리스를 막는다. 그러나 그는 젊은 K에게 체포되는데, J가 자신의 임무를 설득할 때까지 K는 거의 그를 뉴럴라이즈할 뻔한다. 일련의 단서를 따라 두 사람은 팩토리에 도착하고, 그곳에서 잠복 MIB 요원 앤디 워홀은 보글로다이트가 자신의 행성을 파괴한 후 지구로 탈출한, 모든 가능한 결과를 볼 수 있는 아르카니언 그리핀에게 그들을 안내한다. 젊은 보리스의 임박한 공격을 감지한 그리핀은 도망치지만, 그의 미래 위치를 암시한다. K와 J는 나중에 셰이 스타디움에서 그리핀을 찾아 젊은 보리스로부터 그를 구한다.
현재의 보리스가 과거에 도착하여 젊은 자신을 설득하여 합류하게 하고, 그리핀은 K와 J에게 아크넷을 준다. 아크넷이 지구 궤도로 보내지기 위해 아폴로 11호 로켓에 부착되어야 한다는 것을 추론한 후, J는 마지못해 K의 임박한 죽음을 밝힌다. 그리핀이 K만이 장치를 성공적으로 부착할 수 있다고 밝히자, K는 J에게 위험을 감수하라고 격려한다. 세 사람은 제트팩을 사용하여 케이프 커내버럴에 도착하고, 그곳에서 그리핀은 두 사람에게 진실을 말하라고 조언한다. 그들은 군 경찰과 대령에게 체포되지만, 그리핀은 대령에게 그들의 임무의 중요성을 보여준다. 대령은 나중에 그리핀이 떠나고 J에게 K가 보리스의 팔을 가져가면 역사가 복원될 것이라고 확신시키면서 그들이 로켓에 도달하도록 돕는다. 보리스들은 요원들을 공격하지만, 그들은 보리스들을 물리치고 K는 아크넷을 부착한다. 현재의 보리스는 발사대의 화염 트렌치에 떨어져 로켓 배기 가스에 의해 소각되고 아크넷은 성공적으로 배치된다.
K는 대령과 재회하지만, 대령은 젊은 보리스로부터 K를 구하기 위해 자신을 희생하고 젊은 보리스는 K를 도발하여 자신을 체포하게 만든다. K는 거부하고 대신 그를 죽인다. K는 곧 대령의 아들 제임스가 근처에 있었고 마지못해 그를 뉴럴라이즈한다는 것을 알게 된다. 멀리서 이 사건들을 목격한 J는 대령이 자신의 아버지였으며, 젊은 자신의 존재가 그가 K를 잊는 것을 막았다는 것을 깨닫는다. 복원된 2012년으로 돌아온 J는 K와 화해하고 그리핀은 시청자들에게 "이것은 [자신의] 인류 역사상 가장 좋아하는 순간"이라고 말한다.

## 출연
- 윌 스미스 - J(제이) 요원 역
- 토미 리 존스 - K(케이) 요원 역
- 조시 브롤린 - 1969년의 젊은 케이 요원 역
- 엠마 톰슨 - O(오) 요원, MIB의 국장 역
- 저메인 클레멘트 - 1969년의 젊은 보리스 역
- 마이클 스털버그 - 그리핀 역
- 앨리스 이브 - 1969년의 젊은 오 역
- 빌 헤이더 - W(더블유) 요원 / 앤디 워홀 역
- 데이비드 라쉐 - X(엑스) 요원 / 1969년의 MIB의 국장 역
- 윌 아넷 - AA 요원 역
- 카옌 마틴 - 1969년의 어린 제임스 대럴 에드워드 3세 역
- 키온 용 - 미스터 우 역
- 니콜 셰르징거 - 릴리 포이슨 / 보리스의 여자친구 역
- 마이클 처누스 - 제프리 프린스 역
- 케빈 코바이스 - 인턴 요원 역
- 레이디 가가	- 텔레비전 보는 외계인 역(카메오)

## 스태프
- 감독 - 배리 소넌펠드
- 각본 - 에탄 코헨
- 원작 만화 - 로웰 커닝햄
- 제작 - 월터 F. 파크스, 로리 맥도널드
- 기획 - 스티븐 스필버그, G. 맥 브라운
- 촬영 - 빌 포프
- 미술 - 보 웰치
- 편집 - 돈 짐머맨
- 음악 - 대니 엘프먼

### EBS판 스태프 (2021년 8월 1일)
- 프로듀서 - 이선희
- 번역 - 박선영
- 감수 - 김동수
- CG - 조운경
- 편집 - 정미현
- 기술감독 - 김정수
- 우리말 연출 - 강민화
- 기획 - EBS
- 우리말 제작 - 벼리기획

## 시리즈
- 맨 인 블랙
- 맨 인 블랙 2
- 맨 인 블랙: 인터내셔널